# Río Calera (Tucumán)
El río Calera es una corriente de agua ubicada en la provincia de Tucumán, en la República Argentina. Se forma por el aporte de varios ríos menores que drenan porciones de la selva tucumana.
Su cuenca hidrográfica es de aproximadamente 460 km².
El río Calera se origina a unos 1660 m s. n. m., en las cumbres de la Sierra de Medina, en el departamento Burruyacú, en el noreste de la provincia de Tucumán. En su primer tramo lleva el nombre de río Medina, que no debe ser confundido con el río Medina ubicado al sur de la misma provincia. Tras recorrer algunos kilómetros de cauce montañoso y fuerte pendiente hacia el sudeste, ingresa en el angosto valle tectónico que separa las sierras de Medina y de La Ramada, corriendo desde entonces en dirección sursuroeste, ya con el nombre de río Calera.
Tras recorrer un angosto valle, el paisaje se abre a la llanura que hacia el sudoeste incluye a la ciudad de San Miguel de Tucumán ingresa al departamento Cruz Alta antes de desembocar en el río Salí —aguas abajo llamado río Dulce. Es el único afluente de alguna importancia del río Salí por la margen izquierda en la provincia de Tucumán.
La cuenca del río Caleras recibe precipitaciones que oscilan entre los 1000 mm anuales en la zona serrana y los 700 mm en su extremo sur. En consonancia con el régimen monzónico de precipitaciones de la zona, su caudal es muy variable, llevando un caudal muy superior en los meses de verano y otoño, mientras que es mínimo a fines de invierno y principios de primavera, con un módulo de 640 l/seg y un mínimo de 300 l/seg en invierno. Arrastra gran cantidad de sedimentos finos, que hacen que su cauce inferior sea inestable, y haya variado en tiempos recientes.